# Lüttich–Bastogne–Lüttich 1977
Lüttich–Bastogne–Lüttich 1977 war die 63. Austragung von Lüttich–Bastogne–Lüttich, eines eintägigen Straßenradrennens. Es wurde am 24. April 1977 über eine Distanz von 243,5 km ausgetragen.
Sieger des Rennens wurde Bernard Hinault vor André Dierickx und Dietrich Thurau. Es war der erste Sieg von Bernard Hinault bei einem Monument des Radsports.

## Teilnehmende Mannschaften
| Profi-Radsportteams (11)- Gitane-Campagnolo - Maes Pils-Mini Flat - TI-Raleigh - Brooklyn - Flandria-Velda-Latina Assicurazioni - Fiat France - IJsboerke-Colnago - Frisol-Thirion-Gazelle - Peugeot-Esso-Michelin - Carpenter-Splendor - Jollj Ceramica |
| |

## Ergebnis
| Rang | Fahrer             | Team                                | Zeit       |
| ---- | ------------------ | ----------------------------------- | ---------- |
| 1    | Bernard Hinault    | Gitane-Campagnolo                   | 6h 31' 00" |
| 2    | André Dierickx     | Maes Pils-Mini Flat                 | + 4' 40"   |
| 3    | Dietrich Thurau    | TI-Raleigh                          | gl. Zeit   |
| 4    | Roger De Vlaeminck | Brooklyn                            | gl. Zeit   |
| 5    | Freddy Maertens    | Flandria-Velda-Latina Assicurazioni | gl. Zeit   |
| 6    | Eddy Merckx        | Fiat France                         | gl. Zeit   |
| 7    | Frans Verbeeck     | IJsboerke-Colnago                   | gl. Zeit   |
| 8    | Michel Pollentier  | Flandria-Velda-Latina Assicurazioni | gl. Zeit   |
| 9    | Ronald De Witte    | Brooklyn                            | gl. Zeit   |
| 10   | Joseph Bruyère     | Fiat France                         | gl. Zeit   |